# Sylvius Ernst Karl Joachim von Elsner
Sylvius Ernst Karl Joachim von Elsner (geb. 31. Juli 1783 in Sulau, Kreis Militsch; gest. 1. November 1851 in Breslau, Provinz Schlesien) war ein preußischer Kammerherr und Landrat.

## Herkunft und Leben
Sylvius Ernst Karl Joachim von Elsner war der Sohn des preußischen Generalmajors Ferdinand Friedrich Joachim von Elsner (1743–1806) und dessen erster Ehefrau  (⚭ 1780) Johanna Beata (1749–1786), geb. von Zipelius.
Im Jahr 1822 wurde er Landesältester des Kreises Goldberg. 1840 wurde er mit dem Ehrentitel Kammerherr ausgezeichnet. Von 1841 bis 1848 amtierte er als Landrat des Kreises Goldberg.

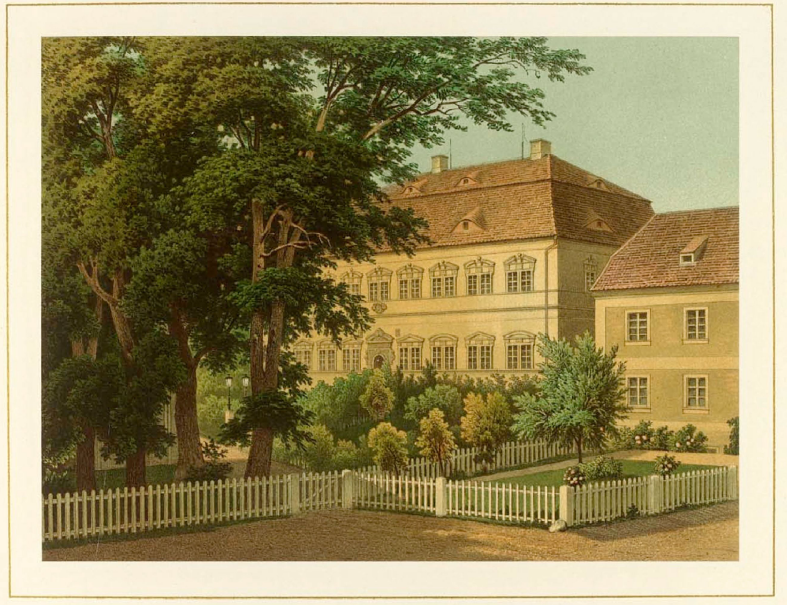
Gut Pilgramsdorf im Kreis Goldberg

## Persönliches
Sylvius Ernst Karl Joachim von Elsner war Ritter des Johanniterordens und Erbherr auf Ober- und Nieder-Pilgramsdorf, Nieder-Adelsdorf und Neuwiese. Er vermählte sich am 6. Mai 1812 in Rackschütz mit Friederike Charlotte Ottlie (1793–1869), Tochter des Landrats des Kreises Neumarkt Nicolaus Otto Ferdinand von Debschütz. Aus der Ehe gingen vier Kinder hervor:
- Richard Konstantin Ferdinand Joachim (1813–1870), Kammerherr und Hauptmann
- Pauline Ernestine (1814–1815)
- Leo (1817–1930 ?; gem. 1830 ?)
- Oskar Benno Ferdinand Joachim (1822–1870), Landrat des Landkreises Ratibor